# Apel·les Mestres i Oñós
Apel·les Mestres i Oñós (Apeles Mestres), född 1854 i Barcelona, död den 19 juli 1936, var en spansk (katalansk) skald och tecknare.
Mestres illustrerade upplagor av "Don Quijote", spanska översättningen av H.C. Andersens sagor, Peredas, Galdós, hertigens av Rivas med flera arbeten, varförutom hans ritstift prytt hans egna arbeten, av vilka må nämnas diktsamlingarna Avant (1875), Micro mos (1876), Cansons ilustrados (1879), La nit al bosch (dramatisk idyll, 1883), skaldestycket L’ánima enamorada (1885), dramat La honra del trabajo (1887), Baladas (samma år), Idelis och Cants intims (1889), Gaziel (1891), La garba, Mis cuentos viros, Vobiscum, Indiscrecións (1892), En miseria (1902), Estivet de San Martí (1906) och Liliana (1908). Trots inlytande från Heinrich Heine, Victor Hugo och Coppée var Mestres en fullt originell skald i katalansk anda. Han var flera gånger pristagare i "Juegos florales".